# John Bates Clark
John Bates Clark (* 26. Januar 1847 in Providence; † 21. März 1938 in New York City, New York) war ein US-amerikanischer Ökonom der Neoklassik. Er gilt als einer der führenden Autoren der anglo-amerikanischen Grenznutzenschule sowie als Entwickler der Grenzproduktivitätstheorie.

## Leben
Clark wuchs in Providence auf und schloss sein Studium am Amherst College in Massachusetts im Alter von 25 Jahren ab. Zwischen 1872 und 1875 studierte er an der Universität Zürich und der Universität Heidelberg, wo er von Karl Knies, einem führenden Vertreter der Historischen Schule, unterrichtet wurde.
Nach seiner Rückkehr in die Vereinigten Staaten lehrte Clark Ökonomie, Geschichte und andere Fächer am Carleton College, Smith College und Amherst College; später unterrichtete er Graduierte an der Johns Hopkins University.
Von 1894 bis 1895 stand Clark der American Economic Association als dritter Präsident vor. Im Anschluss erhielt er einen Lehrstuhl an der Columbia University, die zum Mittelpunkt seines Wirkens wurde.
1916 wurde er in die American Academy of Arts and Sciences gewählt.
John Bates Clark war der Vater des Ökonomen John Maurice Clark und Großvater der Schriftstellerin Eleanor Clark.

## Wirken
Nach seiner Rückkehr veröffentlichte J. B. Clark ab 1877 Aufsätze, die noch die kritische Distanz seiner deutschen Lehrer gegenüber der wirtschaftlichen Konkurrenz als ökonomisches Allheilmittel widerspiegeln – besonders die Konkurrenz der Arbeiter untereinander. So schrieb Clark 1878 noch kritisch zum Wettbewerb: 
"It is a dangerous mistake to extol competition, as such too highly, and regard all attacks upon it as revolutionary. [...] We do not eat men [...] but we do it by such indirect and refined methods that it does not generally occur to us that we are cannibals."
("Es ist ein gefährlicher Fehler, den Wettbewerb zu sehr zu loben, und alle Angriffe auf ihn als revolutionär zu betrachten. […] Wir essen keine Menschen […] aber wir tun das doch über solch indirekte und verfeinerte Verfahren, dass es uns im Allgemeinen nicht auffällt, dass wir Kannibalen sind.")
In dieser Zeit war Clark ein christlicher Sozialist, dessen Feinde die Kommunisten sind, die entsprechend zu bekämpfen sind: 
"Among the adherents of Communism there is a large element that is simply murderous, and this deserves only the murderer's fate. [...] It is possible that an indefinitely large proportion of declared communists in this country may be of worthless or criminal character."
("Unter den Anhängern des Kommunismus gibt es sehr viele die einfach mörderisch sind, und sie verdienen nur das Schicksal eines Mörders. [...]  Es ist möglich, dass ein unbestimmt großer Anteil der erklärten Kommunisten dieses Landes einen wertlosen und kriminellen Charakter haben.")
Gerechte Löhne gibt es nach Clark nur, wenn den entstehenden Trusts auf der Arbeitnehmerseite entsprechende Gewerkschaften gegenüberstehen und die Vereinbarungen mit Hilfe von Schlichtern ausgehandelt werden.
In The Philosophy of Wealth (1886) fasste Clark Aufsätze mit dieser Sicht zusammen und sein Hauptargument war hier noch, dass die Menschen nicht nur durch ihre egozentrischen persönlichen Interessen motiviert seien, sondern ebenso durch moralische Prinzipien und selbstlose Motive. Er lehnte daher reinen wirtschaftlichen Wettbewerb als Mittel zur gerechten Verteilung von Produkten ab.

1886 änderte Clark seine theoretische Position. Von Paul T. Homann hieß es dazu: 
"Clark himself, it will be remembered has song down the doom of competition in The Philosophy of Wealth. But now [...] he has reversed his position and build[s] up a body of economic laws based on competition."
("Clark selbst, wie man sich erinnert, hat in 'Philosophy of Wealth' einen Abgesang auf den Wettbewerb geschrieben. Jetzt, da er die Richtung gewechselt hat, baut er ein theoretisches Gerüst auf der Grundlage des Wettbewerbs.")
Zur Begründung dieses Richtungswechsels schrieb John Rutherford Everett: 
"Soon after writing 'The Philosophy of Wealth' , however, Clark started to make defences for the competitive system. What caused the change is unknown."
(„Kurz nachdem er ‚The Philosophy of Wealth‘ geschrieben hatte, begann Clark jedoch, das Wettbewerbssystem zu verteidigen. Was die Veränderung verursachte, ist unbekannt.“)
Ein Anlass für diesen Wechsel können aber die damaligen politischen Vorgänge gewesen sein, insbesondere der Haymarket Riot 1886 in Chicago. Bei diesem von den Gewerkschaften organisiertem Streik kam es zu einem Bombenattentat, bei dem es Tote gab. Auch wenn der oder die Täter nie gefasst wurden, sind die Streikführer dafür verantwortlich gemacht worden. In Folge dieser Vorgänge kam es einerseits zu weltweiten Protesten und ebenso geht die Etablierung des 1ten Mai als Internationaler Kampf- und Feiertag der Arbeiter auf den Haymarket Riot zurück. Andererseits wurde in dessen Folge in den USA eine antisozialistische Politik etabliert und z. B. Schulen und Universitäten von „sozialistischen“ Reformern gesäubert. Auch die bis dahin mächtige Gewerkschaft Knights of Labor mit 700.000 Mitgliedern 1886 verlor ab da ihre Bedeutung.
In The Distribution of Wealth (1899) entwickelte Clark seine Grenznutzentheorie. Auch wenn das Konzept des Grenznutzens schon vorher von William Stanley Jevons (1871), Carl Menger (1871) und Léon Walras (1878) entwickelt wurde, gehört Clark zu den Pionieren der Grenznutzenschule.

Wettbewerb ist die Grundlage für Clarks künftige Arbeiten: 
"The science adapted [...] is economic Darwinism. [...] Though the process was savage, the outlook which it afforded was not wholly evil. The survival of crude strength was, in the long run, desirable."
("Die geeignete Wissenschaft [...] ist Wirtschaftsdarwinismus. [...] Obwohl der Prozess grausam war, war die Aussicht, die er bot, im Ganzen nicht schlecht. Das Überleben roher Kräfte war, auf lange Sicht, wünschenswert.")
Dies war die Grundlage der These, die ihn berühmt machte: Bei vollständigem Wettbewerb und den homogenen Produktionsfaktoren Arbeit und Kapital wird gemäß dem produktiven Beitrag der letzten Einheiten dieser Produktionsfaktoren das Gesamtprodukt auf diese Faktoren verteilt als Löhne und Profit. Diese These ist noch heute Grundlage der neoklassischen Mikroökonomie, wurde schon 1891 von Clark in einem Paper formuliert, bis 1899 weiter ausgearbeitet und in dem Buch The Distribution of Wealth publiziert. Sie wurde später nochmals unabhängig von John Atkinson Hobson (1891) und Philip Henry Wicksteed (1894) formuliert. Die politische Botschaft der These war:  
"[...] what a social class gets is, under natural law, what it contributes to the general output of industry."

("Was eine soziale Klasse erhält, ist – unter natürlichem Gesetz – das, was sie zur allgemeinen Produktion der Industrie beiträgt.")
Nach Clarks Ansicht beruht dieser Anteil auf dem produktiven Beitrag der letzten Einheit physischer Arbeit – eine Stunde unqualifizierte Arbeit – und der letzten Einheit physischen Kapitals.
Clark vertrat zur Frage des Kapitals zudem die Auffassung, dass die heterogenen Kapitalgüter einer Produktion eine zweite, soziale Form haben würden, nämlich als homogenes Kapital, jelly (Gelee) genannt, weil z. B. eine Straße in eine Maschine umgeformt werden kann, und die Produktivität der letzten Einheit dieses homogenen Kapitals würde den Profit bestimmen. Marx unterschied ähnlich zwischen der heterogenen Gebrauchsform von Waren und derer homogenen gesellschaftlichen Form, dabei als "[...] jelly of undifferentiated, homogenous human labor [...]." Clark kann diese Argumentation in seiner Zeit in Deutschland kennengelernt haben; jedenfalls wurde diese Ähnlichkeit festgestellt.
Nach Clark ist Kapital also nicht (nur) die produzierte Menge an Produktionsmitteln, sondern ebenso ein abstraktes, immer schon bestehendes und niemals vergehendes "[...] great tool in the hand of working humanity [...]", so dass in "capital" und "capital goods" unterschieden werden müsse. Allerdings hatte damit Clark nicht das Wertproblem des Kapitals gelöst. Daher führten die Schwächen des von Clark begründeten neoklassischen Kapitalbegriffs 1954–1965 zur Kapitalkontroverse zwischen Cambridge, England, und Cambridge, USA.
Die American Economic Association – deren Präsident er in den Jahren 1894 und 1895 war – vergibt in seinem Andenken die John Bates Clark Medal, die eine der bedeutendsten Auszeichnungen im Bereich der Wirtschaftswissenschaften ist. Als erster erhielt diese 1947 Paul A. Samuelson.

## Hauptwerke
- The Philosophy of Wealth. Ginn, Boston 1886.
- The Distribution of Wealth: A Theory of Wages, Interest and Profits. Macmillan, New York 1899.
- Essentials of Economic Theory (1907)
- Social Justice without Socialism (1914)